# Les Arcs
Les Arcs é uma estância de esqui situada na comuna francesa de Bourg-Saint-Maurice e que é composto por quatro sub-estações;  Arc 1600,  Arc 1800,  Arc 1950 e  Arc 2000, todas ligadas entre si por uma estrada e por um funicular.

## História
Esta estação é o fruto do encontro em 1960 de Robert Blanc, guia de alta montanhae Roger Godino que se ocupava do desenvolvimento turístico na montanha. O primeiro sítio, o histórico, foi chamado de Arc Pierre Blanche que depois passou a ser o Arc 1600 quan do se construíram os outros Arcs, no plural.

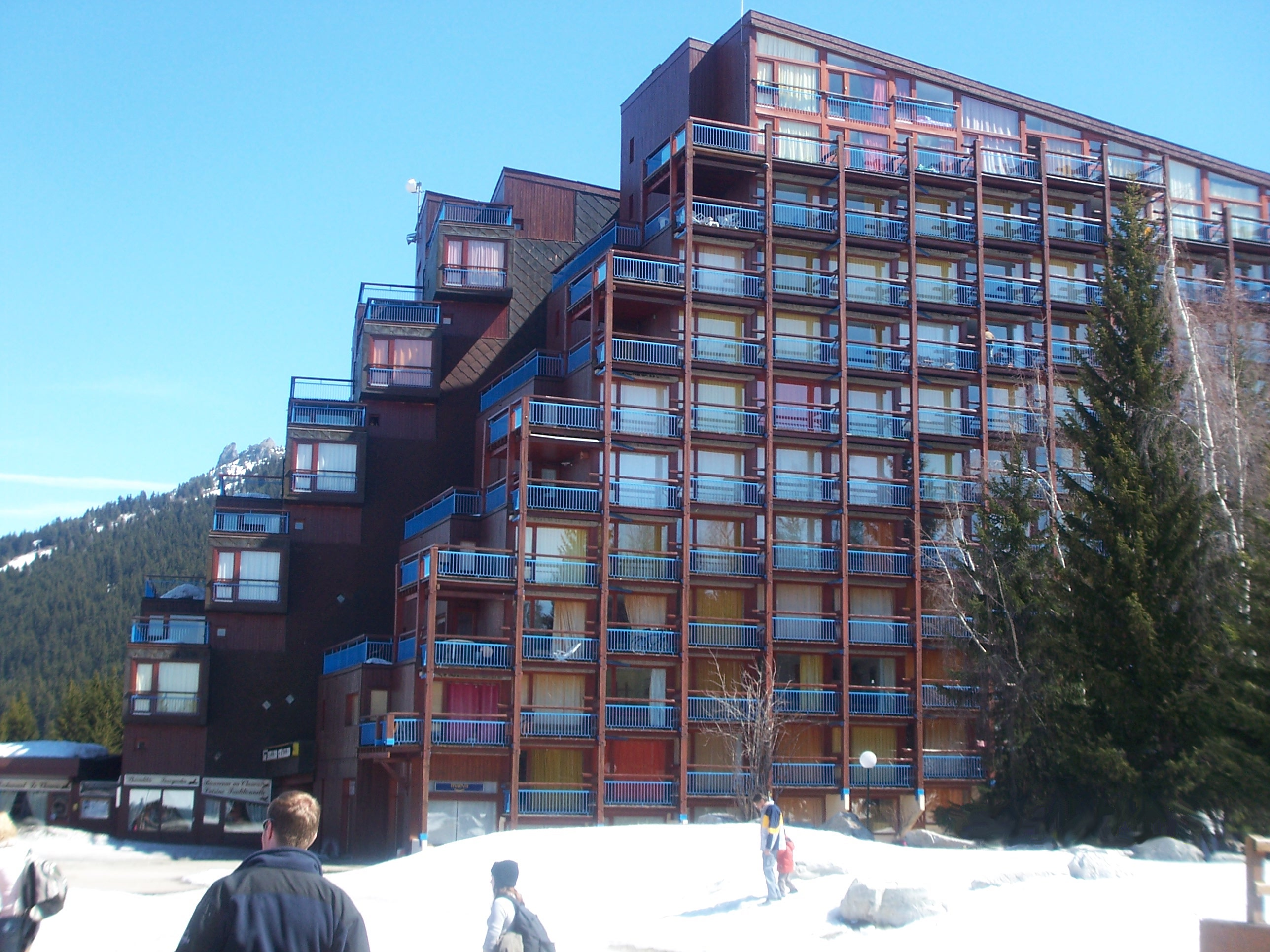
Criação de Le Corbusier nos Arcs 1800

## Arquitectura
Construído onde antes só havia pastagens e com o mesmo espírito de Flaine, foi construído como uma "estação integrada" para se partir com "os esquis" nos pés, e como ela a linha directora da construção arquitectónica foi a de respeitar o meio ambiente natural, conservando os velhos chalets e criando os novos alojamentos a condizer com os antigos. Esse facto não impediu que os novos edifícios se inspirassem na arquitectura que Le Corbusier edificou nos Arcs 1800.
Da mesma forma que  Flaine com o Hôtel Le Flaine que foi classificação como Monumento histórico da França, Les Arcs foram distinguidos com o  Label « Patrimoine du XXe siècle francês.

## Domínio
O domínio esquiável tem cerca de 200 km e é formado por 108 pista de esqui, 2 teleféricos, 1 funicular, 4 telecabines, 32 telecadeiras e 6 Telesquis, e o todo está ligado com o da La Plagne para formar o chamado Paradiski com 425 km de pistas.